# F.P.I. Project
F.P.I. Project, ook wel FPI Project, was een Eurodance-project dat succesvol was in de vroege jaren 90.  Hun grootste hit was Rich in Paradise.
F.P.I. Project staat synoniem aan het tijdperk van de Italo House en is begonnen als een project dat als een van de belangrijkste uitvinders van een nieuw geluid werd geïntroduceerd, het eerste contact met muziek genaamd house. De huidige leden zijn Marco Fratty, Corrado Presti en Sharon May Linn.

## Geschiedenis
De Italiaanse producers Marco Fratty, Corrado Presti en Roberto Intrallazz richtten eind jaren 80 F.P.I. Project (Fratty-Presti-Intrallazzi) op. Het kwartet werd gecompleteerd door Luciano Bericchia. De muzikanten ontwikkelden een eigen geluid dat direct herkenbaar was, dat uit volumineuze piano-samples, ingetogen zang en dansbare beats bestond.
Hun eerste productie is wereldwijd bekend met de hit Rich In Paradise uitgebracht door op discomagic Records met de vocalen van Paolo Dini.
Rich in Paradise stond in 1990 in de top 10 in Duitsland, Oostenrijk, Zwitserland en het Verenigd Koninkrijk. Er waren twee verschillende versies, een met zang van Paolo Dini en een met Sharon D. Clarke's stem.
Na het succes van Rich In Paradise / Going Back to my Roots begon FPI Project met het opzetten van hun eigen label 'Paradise Project Records (PPR)' en in 1990 brachten ze hun eerste track Risky uit, gevolgd door Everybody (All Over The World), Let's Go in 1991 en Feel It in 1992. Het jaar daarna bereikte een andere hit alle belangrijke hitlijsten: Come On (And Do It).
F.P.I. Project ging door met het beklimmen van de house hitlijsten met Disco This Way en Yes, We Could! in 1995.
De single Everybody (All Over the World) uit 1991, de remix uit 1999 en de in 1993 gemaakte track Come On (And Do It) waren een Top 20 hit in de Billboard Dance Charts, maar stonden onderaan in de UK Singles Chart. De daarop volgende publicaties van de drie Italianen waren minder succesvol.

## Discografie

### Albums
- 1991: Rich in Paradise

### Singles en ep's
- 1989: Rich in Paradise
- 1989: Going Back to My Roots / Rich in Paradise
- 1990: Going Back to My Roots
- 1990: Risky
- 1991: Everybody (All Over the World)
- 1991: Let's Go
- 1991: Let's Go Remixed / Vae Victis Remix 91
- 1991: Vae Victis (Remix 91)
- 1992: Feel It
- 1992: The Paradiso E.P.
- 1992: Megamix
- 1993: Come On (And Do It)
- 1993: Disco This Way
- 1994: Going Back to My Roots '94
- 1995: Yes, We Could!
- 1995: Compilation (ep)
- 1995: Tell Me Why
- 1997: Be Thankful (For What You've Got) (feat. Mousey)
- 1998: Velfare ~ Destination 2000 ~ (& Anabelle)
- 1999: Everybody (All Over the World) - The Remixes
- 1999: Rich in Paradise (feat. Tahomy)
- 2005: Rich in Paradise (Going Back to My Roots) Remix 2005
- 2006: Everybody (All Over the World) (Philtre Phreekz vs. FPI Project feat. Bianca Lindgren)